# Marienberg (Übach-Palenberg)
Marienberg ist ein Stadtteil von Übach-Palenberg im Kreis Heinsberg. Marienberg liegt westlich der Wurm zwischen den Stadtteilen Scherpenseel und Palenberg.

## Geschichte
Der Stadtteil Marienberg wurde 1830 stadtgeschichtlich als Marienberger Mühle und Hof erwähnt. Zwischen 1926 und 1928 wurde der Stadtteil insbesondere als Arbeitersiedlung der Grube Carolus Magnus um 314 Wohneinheiten erweitert und durch die typischen Ziegelbauten das Bild des tieferliegenden Teils Marienbergs maßgeblich geformt.
Am 31. Dezember 2015 lebten hier 1856 Personen.

## Religion

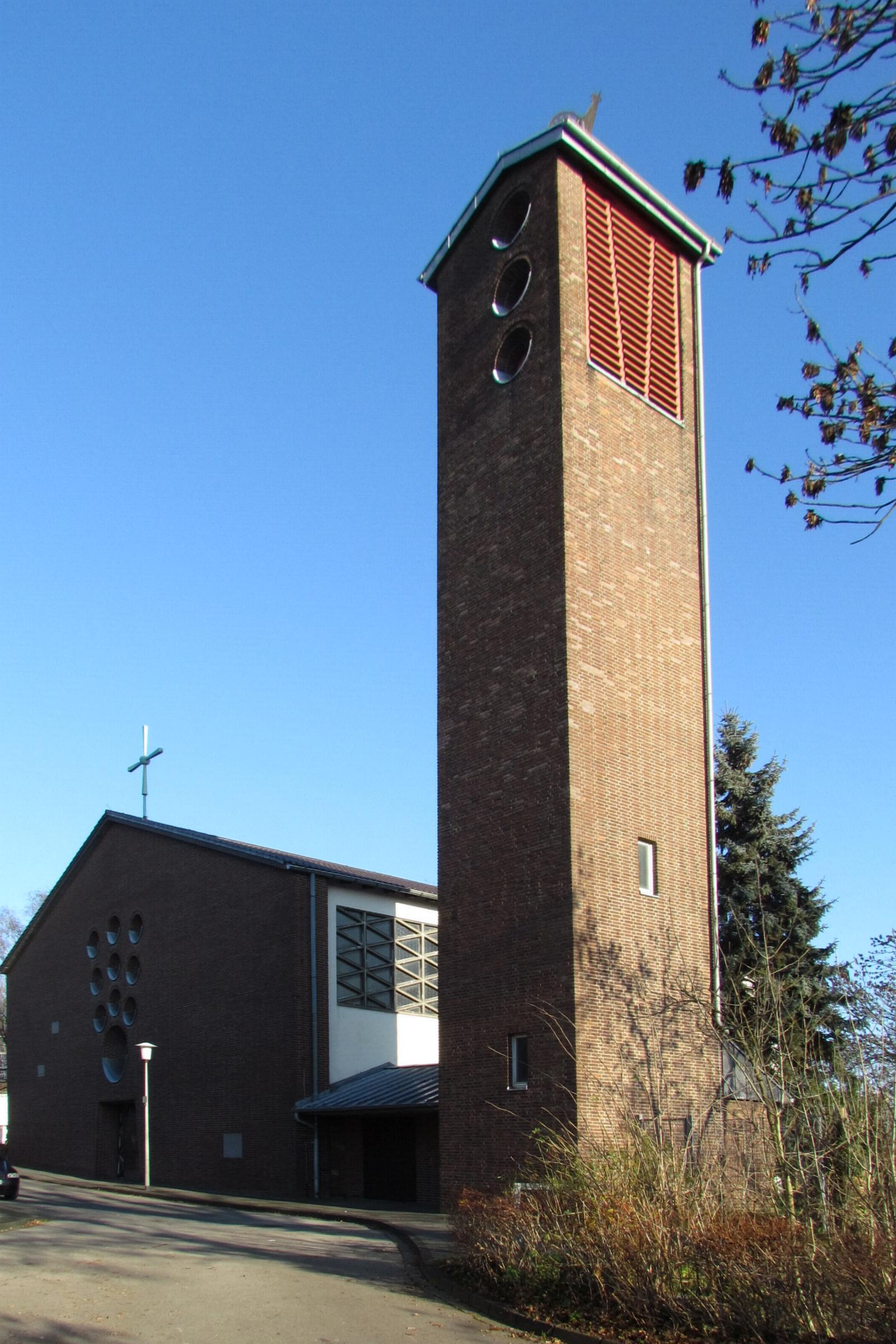
Kath. Kirche St. Mariä Heimsuchung in Marienberg

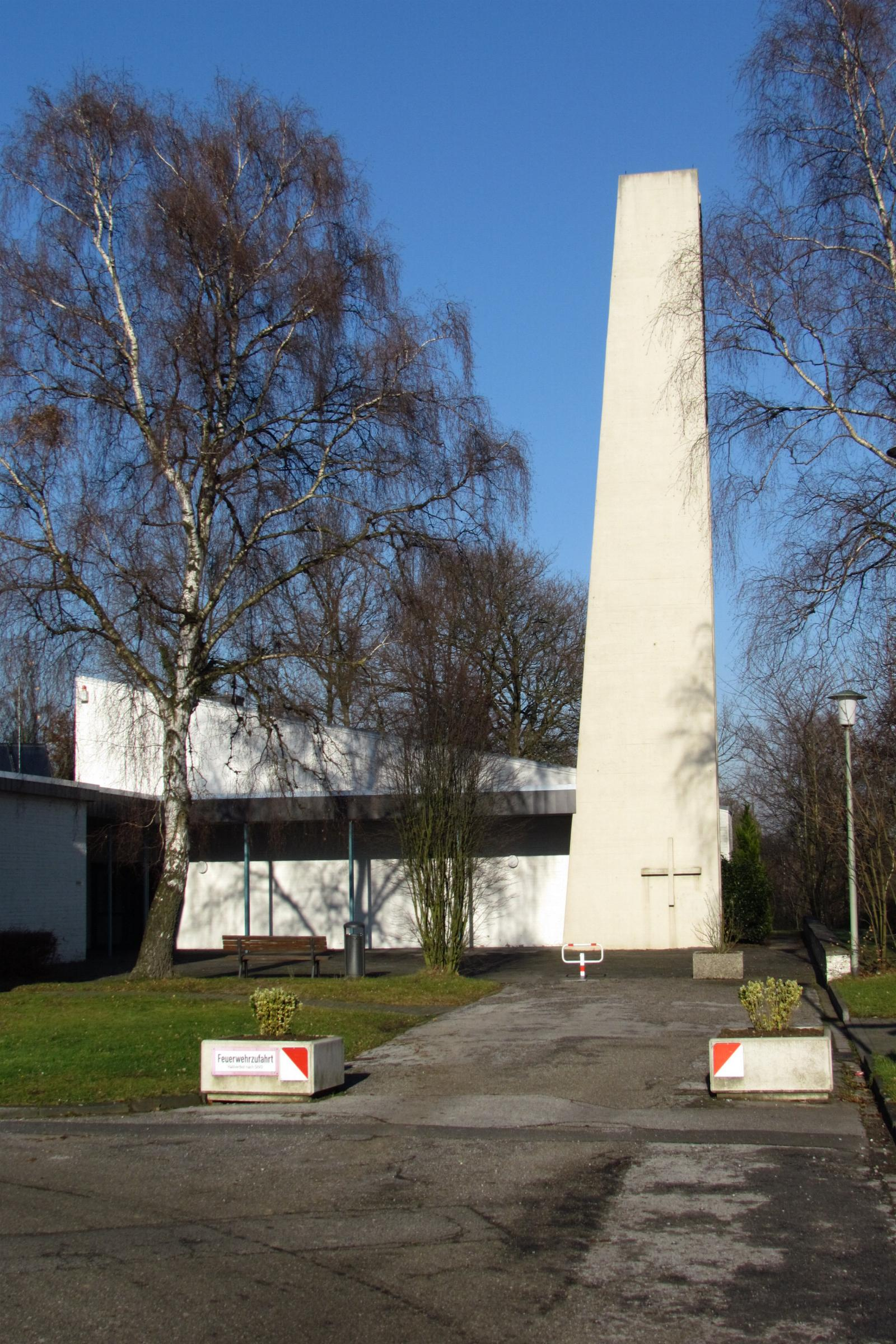
Auferstehungskirche in Marienberg

1911 ließen sich die Oblaten des Heiligen Franz von Sales in Marienberg nieder.
Die katholische Pfarre trägt den Namen St. Mariä Heimsuchung. Im Zweiten Weltkrieg wurde die alte Kirche vollständig zerstört. 1953 wurde an gleicher Stelle in der Nähe des Klosters die heutige Pfarrkirche errichtet.
Eine Sehenswürdigkeit ist die ehemalige evangelische Auferstehungskirche, die 1957 nach einem Entwurf von Fritz G. Winter erbaut wurde. Die Altarwand ist komplett aus Glas gefertigt, sodass die dahinter stehenden Bäume und ein außen aufgestelltes Holzkreuz zu sehen waren. Als Vorbild diente die Studentenkapelle in Espoo (Finnland), sehr ähnlich ist auch die Kirche zur Heimat in Berlin-Zehlendorf, die ebenfalls 1957 gebaut wurde. Die Kirche wurde 2013 entwidmet.

## Verkehr
Der nächste Bahnhof ist Übach-Palenberg an der Bahnstrecke Aachen–Mönchengladbach. Die nächsten Anschlussstellen sind „Alsdorf“ an der A 44 sowie „Heinsberg“ an der A 46. Die AVV-Buslinien 431 und 491 der WestVerkehr verbinden Marienberg mit fast allen weiteren Stadtteilen sowie mit Geilenkirchen und Baesweiler. Abends und am Wochenende kann zusätzlich der Multi-Bus angefordert werden.
| Linie | Verlauf |
| ----- | --- |
| 431   | Geilenkirchen Bf – Frelenberg – Zweibrüggen – Marienberg – Palenberg Bf – Palenberg – Übach – Boscheln – Baesweiler                                           |
| 491   | Geilenkirchen Bf – (Bauchem – Nierstraß –) Teveren – Grotenrath – Scherpenseel – (Siepenbusch – Windhausen –) Marienberg – Palenberg Bf (– Palenberg – Übach) |

## Vereine
- SV Marienberg 1971
- KG Lustige Marienberger Jekke
- St. Franziskus Schützenbruderschaft Marienberg